# Диференцне једначине
У математици, диференцна једначина је једначина која рекурзивно дефинише низ или мултидимензионални ред вредности, једном када је један или више почетних услова дато: сваки следећи члан низа или реда је дефинисина као функција претходних услова.
Термин диференцна једначина се понекад (као што је случај у овом чланку) односи на специфичан тип рекурзивне релације. Међутим, "диференцна једначина" се често односи на све типове рекурзивних релација.

## Примери

### Логистичка мапа
Пример рекурзивне релације је логистичка мапа:
{\displaystyle x_{n+1}=rx_{n}(1-x_{n}),}
са датом константом r; датим почетним условом x0 сваки члан подниза је одређен овом релацијом.
Неке једноставно дефинисане рекурзивне релације могу имати веома комплексне (теорија хаоса) особине, и они припадају пољу математике који је познат под називом нелинеарна анализа.
Решавање рекурзивне релације значи постизање решења затвореног типа: нерекурзивна функција по n.

### Фибоначијев низ
Фибоначијев низ је прототип линеарне, хомогене рекурзивне релације са костантним коефицијентима (видети испод). Они су дефинисани помоћу линеарне рекурзивне релације.
{\displaystyle F_{n}=F_{n-1}+F_{n-2}}
са почетним условима:
{\displaystyle F_{0}=0}
{\displaystyle F_{1}=1}
Експлицитно, рекурзија даје једначине:
{\displaystyle F_{2}=F_{1}+F_{0}}
{\displaystyle F_{3}=F_{2}+F_{1}}
{\displaystyle F_{4}=F_{3}+F_{2}}
итд.
Добијамо низ Фибоначијевих бројева, који почиње:
0, 1, 1, 2, 3, 5, 8, 13, 21, 34, 55, 89, ...
Он се може решити помоћу метода које су описане у наставку, добијањем израза затвореног типа, који укључује степене два решења карактеристичног полинома t2 = t + 1;  генеративна функција низа је рационална функција:
{\displaystyle {\frac {t}{1-t-t^{2}}}.}

### Биномни коефицијенти
Једноставан пример мултидимензионалне рекурзивне релације је дат помоћу биномног коефицијента {\displaystyle {\tbinom {n}{k}}}, који рачуна број начина селектовања k из сета од n елемената. Они се могу израчунати помоћу рекурзивне релације
{\displaystyle {\binom {n}{k}}={\binom {n-1}{k-1}}+{\binom {n-1}{k}},}
где су почетни услови {\displaystyle {\tbinom {n}{0}}={\tbinom {n}{n}}=1}. Коришћење ове формуле за израчунавање вредности свих биномних коефицјената, ствара бесконачан ред који је назван Паскалов троугао. Те вредности се такође могу израчунати и директно помоћу формуле која није рекурзивна, али то захтева множење а не само сабирање:
{\displaystyle {\binom {n}{k}}={\frac {n!}{k!(n-k)!}}.}

## Структуре

### Линеарне хомогене рекурзивне релације са константним коефицијентима
Низ d линеарне хомогене рекурзивне релације са константним коефицијентима је једначина форме
{\displaystyle a_{n}=c_{1}a_{n-1}+c_{2}a_{n-2}+\cdots +c_{d}a_{n-d},}
где су d и коефицијенти ci (за свако i) константе.
Прецизније, ово је бесконачна листа сличних линеарних једначина, једна за свако n>d−1. Низ који задовољава релацију овог облика се зове линеарни рекурзивни низ или ЛРС. ЛРС има d степена слободе, као почетне вредности {\displaystyle a_{0},\dots ,a_{d-1}} се могу узети било које вредности али онда линеарна рекурзија одређује низ јединствено.
Исти коефицијенти дају карактеристични полином (такође "помоћни полином")
{\displaystyle p(t)=t^{d}-c_{1}t^{d-1}-c_{2}t^{d-2}-\cdots -c_{d}}
чија d решења играју битну улогу у налажењу и разумевању низа који задовољава рекурзију. Ако су сва решења r1, r2, ... посебна, онда је решење рекурзије облика
{\displaystyle a_{n}=k_{1}r_{1}^{n}+k_{2}r_{2}^{n}+\cdots +k_{d}r_{d}^{n},}
где је коефицијент ki  одређен тако да одговара почетним условима рекурзије. Када се исти корени појаве већи број пута, чланови формуле који одговарају другом и наредним појавама истог корена се множе тако да им степенови буду n. На пример, ако карактеристични полином може бити факторисан као (x−r)3, са истим кореном r који се појављује три пута, онда ће решење бити облика
{\displaystyle a_{n}=k_{1}r^{n}+k_{2}nr^{n}+k_{3}n^{2}r^{n}.}
Као и Фибоначијев низ, и остали низови настали линеарном хомогеном рекурзијом укључујући Лукасове бројеве и Лукасов низ, Јакобсталове бројеве, Пелове бројеве као и решење Пелове једначине.

### Рационална генеративна функција
Линеарни рекурзивни низови су прецизније низови чија је генеративна функција, рационална: именилац је полином добијен од помоћног полинома мењањем редоследа коефицијената, и бројилац је одређен почетним вредностима низа.
Најједноставнији случајеви су периодични низови, {\displaystyle a_{n}=a_{n-d},n\geq d}, чији је низ {\displaystyle a_{0},a_{1},\dots ,a_{d-1},a_{0},\dots } и генеративна функција збир геометријских серија:
{\displaystyle {\begin{aligned}{\frac {a_{0}+a_{1}x^{1}+\cdots +a_{d-1}x^{d-1}}{1-x^{d}}}=&\left(a_{0}+a_{1}x^{1}+\cdots +a_{d-1}x^{d-1}\right)+\left(a_{0}+a_{1}x^{1}+\cdots +a_{d-1}x^{d-1}\right)x^{d}+\\&\left(a_{0}+a_{1}x^{1}+\cdots +a_{d-1}x^{d-1}\right)x^{2d}+\cdots .\end{aligned}}}
Уопштеније, дата рекурзивна релација:
{\displaystyle a_{n}=c_{1}a_{n-1}+c_{2}a_{n-2}+\cdots +c_{d}a_{n-d}}
са генеративном фукнцијом
{\displaystyle a_{0}+a_{1}x^{1}+a_{2}x^{2}+\cdots ,}
серија је прекунита за ad и изнад полиномом:
{\displaystyle 1-c_{1}x^{1}-c_{2}x^{2}-\cdots -c_{d}x^{d}.}
Тако, множењем генеративне функције полиномом се добија
{\displaystyle b_{n}=a_{n}-c_{1}a_{n-1}-c_{2}a_{n-2}-\cdots -c_{d}a_{n-d}}
што представља коефицијент уз {\displaystyle x^{n}}, и нестаје (рекурзивном релацијом) за n ≥ d. Тако
{\displaystyle \left(a_{0}+a_{1}x^{1}+a_{2}x^{2}+\cdots \right)\left(1-c_{1}x^{1}-c_{2}x^{2}-\cdots -c_{d}x^{d}\right)=\left(b_{0}+b_{1}x^{1}+b_{2}x^{2}+\cdots +b_{d-1}x^{d-1}\right)}
да дељење даје
{\displaystyle a_{0}+a_{1}x^{1}+a_{2}x^{2}+\cdots ={\frac {b_{0}+b_{1}x^{1}+b_{2}x^{2}+\cdots +b_{d-1}x^{d-1}}{1-c_{1}x^{1}-c_{2}x^{2}-\cdots -c_{d}x^{d}}},}
представљајући генеративну функцију као рационалну.
Именилац је {\displaystyle x^{d}p\left(x^{-1}\right),}  трансформација помоћног полинома (еквивалентно, променом редоследа коефицјената); могао је да се узме и било који чинилац, али овај стандард је изабран због једноставне везе са  помоћним полиномом, тако да је {\displaystyle b_{0}=a_{0}}.

### Однос са уско дефинисаним диференцним једначинама
Дати поредак низа {\displaystyle \left\{a_{n}\right\}_{n=1}^{\infty }} реалних бројева: прва диференца {\displaystyle \Delta (a_{n})} је дефинисана са
{\displaystyle \Delta (a_{n})=a_{n+1}-a_{n}\,}.
Друга диференца  {\displaystyle \Delta ^{2}(a_{n})} је дефнисана са
{\displaystyle \Delta ^{2}(a_{n})=\Delta (a_{n+1})-\Delta (a_{n})},
која се може упростити на
{\displaystyle \Delta ^{2}(a_{n})=a_{n+2}-2a_{n+1}+a_{n}}.
Уопштено: kта диференца низа an , написана као {\displaystyle \Delta ^{k}(a_{n})} је дефинисана рекурзивно као
{\displaystyle \Delta ^{k}(a_{n})=\Delta ^{k-1}(a_{n+1})-\Delta ^{k-1}(a_{n})=\sum _{t=0}^{k}{\binom {k}{t}}(-1)^{t}a_{n+k-t}}.
(Низ и његове диференце су повезани преко биномне трансформације.) Рестриктивнија дефиниција диференцне једначине је једначина састављена од an и њених kти диференци. (широко распрострањена дефиниција третира "диференцне једначине" као синоним за "рекурзивну релацију". Видети на пример рационалну диференцну једначину и матричну диференцну једначину.)
Заправо, лако се види да је{\displaystyle a_{n+k}={n \choose 0}a_{n}+{n \choose 1}\Delta (a_{n})+\cdots +{n \choose k}\Delta ^{k}(a_{n}).}
Тако, диференцна једначина може бити дефинисана као једначина које укључује an, an-1, an-2 итд. (или евентуално an, an+1, an+2 итд.)
Како су диференцне једначине врло препознатљив облик рекурзије, неки аутори користе ова два израза наизменично. На пример, диференцна једначина
{\displaystyle 3\Delta ^{2}(a_{n})+2\Delta (a_{n})+7a_{n}=0}
је еквивалентна рекурзивној релацији
{\displaystyle 3a_{n+2}=4a_{n+1}-8a_{n}}
Тако да се многе рекурзивне релације могу решити превођењем у диференцне једначине, а онда аналогно решавању диференцних једначина, се могу решити обичне диференцијалне једначине. Међутим, Акерманова функција  је пример рекурзивне релације која се не пресликава у диференцијалну једначину.
Видети рачун на временској скали везан за уједињење теорије о диференцним једначинама са диференцијалним једначинама.
Дискретне интегралне једначине су везане за диференцне једначине као што су интегралне једначине везане за диференцијалне једначине.

#### Од низова до мрежа
Једно-променљиве или једно-димензионалне рекурзивне релације су везане та низове (тј. функције дефинисане на једно-димензионалним мрежама). Више-променљиве или н-димензионалне рекурзивне релације су везане за н-димензионалне мреже. Функције дефинисане на н-мрежама се такође могу изучавати у оквиру парцијалних диференцних једначина.

## Решавање

### Уопштене методе
За низ 1, рекурзија
{\displaystyle a_{n}=ra_{n-1}}
има решење an = rn са a0 = 1 а најуопштеније решење је an = krn са a0 = k. Карактетистични полином изједначен са нулом је (карактеристична једначина)  t − r = 0.
Решења овакве рекурзивне релације вишег реда се налазе систематски, често се користи чињеница да је an = rn  решење рекурзије тачно када је t = r  корен карактеристичног полинома. Овоме се може приступити директно или преко генеративних функција (формални степени ред) или матрица.
Размотримо, на пример, рекурзивну релацију облика
{\displaystyle a_{n}=Aa_{n-1}+Ba_{n-2}.}
Када има решење облика an = rn?  Заменом ове претпоставке (анзац) у рекурзивној релацији, налазимо да
{\displaystyle r^{n}=Ar^{n-1}+Br^{n-2}}
мора бити тачно за свако n > 1.
Дељењем са rn−2, добијамо да се све једначине своде на исту ствар:
{\displaystyle r^{2}=Ar+B,}
{\displaystyle r^{2}-Ar-B=0,}
што је карактеристика једначине рекурзивне релације. Решавањем r добијамо два корена λ1, λ2: ови корени су познати као карактеристични корени (решења) или јединствена решења карактеристичне једначине. Другачија решења се добијају у зависности од природе корена: Ако су ови корени посебни, имамо уопштено решење
{\displaystyle a_{n}=C\lambda _{1}^{n}+D\lambda _{2}^{n}}
док, ако су они једнаки (када је A2 + 4B = 0), имамо
{\displaystyle a_{n}=C\lambda ^{n}+Dn\lambda ^{n}}
Ово је најуопштеније решење; две константе C и D се могу изабрати на основу почетних услова  a0 и a1 како би се добило специфично решење.
У случају комплексних јединствених решења (што такође даје комплексне вредности за решења параметара C и D), коришћење комплексних бројева може бити елиминисано писањем решења у тригонометријском облику. У том случају можемо написати јединствена решења као {\displaystyle \lambda _{1},\lambda _{2}=\alpha \pm \beta i.} Затим се може показати да
{\displaystyle a_{n}=C\lambda _{1}^{n}+D\lambda _{2}^{n}}
може бити написано као:576–585
{\displaystyle a_{n}=2M^{n}\left(E\cos(\theta n)+F\sin(\theta n)\right)=2GM^{n}\cos(\theta n-\delta ),}
где
{\displaystyle {\begin{array}{lcl}M={\sqrt {\alpha ^{2}+\beta ^{2}}}&\cos(\theta )={\tfrac {\alpha }{M}}&\sin(\theta )={\tfrac {\beta }{M}}\\C,D=E\mp Fi&&\\G={\sqrt {E^{2}+F^{2}}}&\cos(\delta )={\tfrac {E}{G}}&\sin(\delta )={\tfrac {F}{G}}\end{array}}}
Овде су E и F (еквивалентно, G и δ) реалне константе које зависе од почетних услова. Коришћењем
{\displaystyle \lambda _{1}+\lambda _{2}=2\alpha =A,}
{\displaystyle \lambda _{1}\cdot \lambda _{2}=\alpha ^{2}+\beta ^{2}=-B,}
се може поједноставити решење дато итнад као
{\displaystyle a_{n}=(-B)^{\frac {n}{2}}\left(E\cos(\theta n)+F\sin(\theta n)\right),}
где су a1 и a2 почетни услови и
{\displaystyle {\begin{aligned}E&={\frac {-Aa_{1}+a_{2}}{B}}\\F&=-i{\frac {A^{2}a_{1}-Aa_{2}+2a_{1}B}{B{\sqrt {A^{2}+4B}}}}\\\theta &=\arccos \left({\frac {A}{2{\sqrt {-B}}}}\right)\end{aligned}}}
У овом случају нема потребе решавати λ1 и λ2.
У сваком случају за реална јединствена решења, реална дупла јединствена решења, и конјуговано комплексна јединствена решења—једначина је стабилна (тако је, променљива a претворена у фиксирану вредност (посебно, нула)); ако и само ако су обе јединствене вредности  мање од једне апсолутне вредности. У том случају, овај услов за јединствене вредности може бити приказан тако да буде еквивалентан са |A| < 1 − B < 2, што је еквивалентно |B| < 1 и |A| < 1 − B.
Једначина у претходном примеру је била хомогена, у којој није било константог члана. Ако полази са не-хомогеном рекурзијом
{\displaystyle b_{n}=Ab_{n-1}+Bb_{n-2}+K}
са константим чланом K, она може бити претворена у хомогени облик као: Стабилно стање је постигнуто постављањем bn = bn−1 = bn−2 = b* како би се добило
{\displaystyle b^{*}={\frac {K}{1-A-B}}.}
Онда не-хомогена рекурзија може бити написана у хомогеном облику као 
{\displaystyle [b_{n}-b^{*}]=A[b_{n-1}-b^{*}]+B[b_{n-2}-b^{*}],}
која се може решити преко формуле изнад.
Стабилан услов који је претходно наведен за јединствене вредности у случај другог-реда остаје могућ за уопштен случај nтог-реда: једначина је стабилна ако и само ако су све јединствене вредности карактеристичних једначина мање од једне апслутне вредности.

### Решавање преко линеране алгебре
Линеаран рекурзиван низ у реда n
{\displaystyle y_{n+k}-c_{n-1}y_{n-1+k}-c_{n-2}y_{n-2+k}+\cdots -c_{0}y_{k}=0}
је идентичан са
{\displaystyle y_{n}=c_{n-1}y_{n-1}+c_{n-2}y_{n-2}+\cdots +c_{0}y_{0}.}
Проширен са n-1 идентитетима типа {\displaystyle y_{n-k}=y_{n-k},} овакав n-ти ред једначина је преведен у систем првих n  низова линеарних једначина,
{\displaystyle {\vec {y}}_{n}={\begin{bmatrix}y_{n}\\y_{n-1}\\\vdots \\\vdots \\y_{1}\end{bmatrix}}={\begin{bmatrix}c_{n-1}&c_{n-2}&\cdots &\cdots &c_{0}\\1&0&\cdots &\cdots &0\\0&\ddots &\ddots &&\vdots \\\vdots &\ddots &\ddots &\ddots &\vdots \\0&\cdots &0&1&0\end{bmatrix}}{\begin{bmatrix}y_{n-1}\\y_{n-2}\\\vdots \\\vdots \\y_{0}\end{bmatrix}}=C\ {\vec {y}}_{n-1}=C^{n}{\vec {y}}_{0}.}
Треба уочити да се вектор {\displaystyle {\vec {y}}_{n}} може израчунати преко n уношења придружених матрица, C, на првобитан вектор, {\displaystyle y_{0}}.  Тиме је, n-ти унос траженог низа y,   компонента {\displaystyle {\vec {y}}_{n},y_{n}={\vec {y}}_{n}[n]}.
Јединствено разлагање {\displaystyle {\vec {y}}_{n}={\vec {C}}^{n}\,{\vec {y}}_{0}=c_{1}\,\lambda _{1}^{n}\,{\vec {e}}_{1}+c_{2}\,\lambda _{2}^{n}\,{\vec {e}}_{2}+\cdots +c_{n}\,\lambda _{n}^{n}\,{\vec {e}}_{n}} на једниствене вредности, {\displaystyle \lambda _{1},\lambda _{2},\ldots ,\lambda _{n}}, и јединствене векторе, {\displaystyle {\vec {e}}_{1},{\vec {e}}_{2},\ldots ,{\vec {e}}_{n}},  се користи да би се израчунао {\displaystyle {\vec {y}}_{n}.} Захваљујући битној чињеници да систем C замењује сваки једниствен вектор, e, једноставним додавањем његових компонената λ пута,
{\displaystyle C\,{\vec {e}}_{i}=\lambda _{i}{\vec {e}}_{i}=C{\begin{bmatrix}e_{i,n}\\e_{i,n-1}\\\vdots \\e_{i,1}\end{bmatrix}}={\begin{bmatrix}\lambda _{i}\,e_{i,n}\\\lambda _{i}\,e_{i,n-1}\\\vdots \\\lambda _{i}\,e_{i,1}\end{bmatrix}}}
то  јест, замењена верзија једниственог вектора,e, има компоненте λ пута веће, а компоненте једниственог вектора су степени од λ, {\displaystyle {\vec {e}}_{i}={\begin{bmatrix}\lambda _{i}^{n-1}&\cdots &\lambda _{i}^{2}&\lambda _{i}&1\end{bmatrix}}^{T},} а, такође, решење рекурзивне линеарне хомогене једначине је комбинација експоненцијалих функција, {\displaystyle {\vec {y}}_{n}=\sum _{1}^{n}{c_{i}\,\lambda _{i}^{n}\,{\vec {e}}_{i}}}. Компоненте {\displaystyle c_{i}} могу бити одређене преко почетних услова:
{\displaystyle {\vec {y}}_{0}={\begin{bmatrix}y_{0}\\y_{-1}\\\vdots \\y_{-n+1}\end{bmatrix}}=\sum _{i=1}^{n}{c_{i}\,\lambda _{i}^{0}\,{\vec {e}}_{i}}={\begin{bmatrix}{\vec {e}}_{1}&{\vec {e}}_{2}&\cdots &{\vec {e}}_{n}\end{bmatrix}}\,{\begin{bmatrix}c_{1}\\c_{2}\\\cdots \\c_{n}\end{bmatrix}}=E\,{\begin{bmatrix}c_{1}\\c_{2}\\\cdots \\c_{n}\end{bmatrix}}}
Решавање за коефицијенте,
{\displaystyle {\begin{bmatrix}c_{1}\\c_{2}\\\cdots \\c_{n}\end{bmatrix}}=E^{-1}{\vec {y}}_{0}={\begin{bmatrix}\lambda _{1}^{n-1}&\lambda _{2}^{n-1}&\cdots &\lambda _{n}^{n-1}\\\vdots &\vdots &\ddots &\vdots \\\lambda _{1}&\lambda _{2}&\cdots &\lambda _{n}\\1&1&\cdots &1\end{bmatrix}}^{-1}\,{\begin{bmatrix}y_{0}\\y_{-1}\\\vdots \\y_{-n+1}\end{bmatrix}}.}
Ово такође ради са произвољним граничним условима  {\displaystyle \underbrace {y_{a},y_{b},\ldots } _{\text{n}}}, и нису неопходни почетни услови,
{\displaystyle {\begin{bmatrix}y_{a}\\y_{b}\\\vdots \end{bmatrix}}={\begin{bmatrix}{\vec {y}}_{a}[n]\\{\vec {y}}_{b}[n]\\\vdots \end{bmatrix}}={\begin{bmatrix}\sum _{i=1}^{n}{c_{i}\,\lambda _{i}^{a}\,{\vec {e}}_{i}[n]}\\\sum _{i=1}^{n}{c_{i}\,\lambda _{i}^{b}\,{\vec {e}}_{i}[n]}\\\vdots \end{bmatrix}}={\begin{bmatrix}\sum _{i=1}^{n}{c_{i}\,\lambda _{i}^{a}\,\lambda _{i}^{n-1}}\\\sum _{i=1}^{n}{c_{i}\,\lambda _{i}^{b}\,\lambda _{i}^{n-1}}\\\vdots \end{bmatrix}}=}
{\displaystyle ={\begin{bmatrix}\sum {c_{i}\,\lambda _{i}^{a+n-1}}\\\sum {c_{i}\,\lambda _{i}^{b+n-1}}\\\vdots \end{bmatrix}}={\begin{bmatrix}\lambda _{1}^{a+n-1}&\lambda _{2}^{a+n-1}&\cdots &\lambda _{n}^{a+n-1}\\\lambda _{1}^{b+n-1}&\lambda _{2}^{b+n-1}&\cdots &\lambda _{n}^{b+n-1}\\\vdots &\vdots &\ddots &\vdots \end{bmatrix}}\,{\begin{bmatrix}c_{1}\\c_{2}\\\vdots \\c_{n}\end{bmatrix}}.}
Овакав опис се заиста не разликује од уопштених методе горе наведених, међутим много је сажетији. Он такође ради у ситуацијама типа
{\displaystyle {\begin{cases}a_{n}=a_{n-1}-b_{n-1}\\b_{n}=2a_{n-1}+b_{n-1}.\end{cases}}}
када има неколико повезаних рекурзија.

### Решавање помоћу Z-трансформација
Извесне диференцне једначине - посебно, линеарне са константним коефицијентима  - се могу решити помоћу Z-трансформација. Z-трансформације су део интегралних трансформација које пружају знатно корисније алгебарске манипулације и много једноставнија решења. Постоје случајеви у којима би директно тражење решења било немогуће, а са друге стране решавање таквих проблема помоћу посебних интегралних трансформација би било врло једнставно.

### Теорема
Дата је линеарно хомогена рекурзивна релација са константним коефицијентима реда d, нека је p(t) карактеристични полином (такође и  "помоћни полином")
{\displaystyle t^{d}-c_{1}t^{d-1}-c_{2}t^{d-2}-\cdots -c_{d}=0\,}
такав да сваки ci одговара сваком ci у оригиналном рекурзивном дносу (видети уопштен услов изнад). Претпоставимо да је λ корен од p(t) који има разноврсност r. Тада (t−λ)r дели p(t). Наредна два својства садрже:
1. Сваки r низ {\displaystyle \lambda ^{n},n\lambda ^{n},n^{2}\lambda ^{n},\dots ,n^{r-1}\lambda ^{n}} задовољава рекурзивну релацију.
2. Било који низ који задовољава рекурзивну релацију може бити написан као линеарна комбинација решења конструисаних у првом делу као λ зависи од свих јединствених решења p(t).

Као резултат ове теоремем, линеарна хомогена рекурзивна релација са константним коефицијентима се може решити преко:
1. Налажења карактеристичног полинома p(t).
2. Налажења корена p(t) преко множења.
3. Писања an као линеарне комбинације решења (преко множења као што је показано у теореми изнад) са непознатим коефицијентима bi.

{\displaystyle a_{n}=\left(b_{1}\lambda _{1}^{n}+b_{2}n\lambda _{1}^{n}+b_{3}n^{2}\lambda _{1}^{n}+\cdots +b_{r}n^{r-1}\lambda _{1}^{n}\right)+\cdots +\left(b_{d-q+1}\lambda _{*}^{n}+\cdots +b_{d}n^{q-1}\lambda _{*}^{n}\right)}
Ово је уопштено решење оригиналне рекурзивне релације. (q је разноврсност по λ*)
4. Изједначавања сваког {\displaystyle a_{0},a_{1},\dots ,a_{d}} из трећег дела (убацујући  n = 0, ..., d у општа решења рекурзивне релације) са познатим вредностима {\displaystyle a_{0},a_{1},\dots ,a_{d}} из рекурзивне релације. Међутим, вредности an из оригиналне рекурзивне релације не морају увек да буду граничне: искључујући посебне случајеве, само је d потребно (тј.., за оригиналну линеарну хомогену рекурзивну релацију реда три је могуће користити вредности a0, a1, a4). Овај процес ће произвести линеарни систем од d једначина са d непознатих. Решавање ових једначина са непознатим коефицијетима {\displaystyle b_{1},b_{2},\dots ,b_{d}} општих решења и враћањем тих врефности у опште решење ће произвести поебно решење за оригиналну рекурзивну релацију које одговара оригиналној рекурзивној рлацији почетних услова (као и све следствене вредности {\displaystyle a_{0},a_{1},a_{2},\dots } оригиналне рекурзивне релације).
Метод за решавање линеарних диференцијалних једначина је сличан методу изнад—"паметна претпоставка" (анзац) за линеарне диференцијалне једначине са константним коефицијентима је eλx где је λ комплексан број који се добија заменом претпоставке у самој диференцијалној једначини.
Ово није случајност. Разматрајући Тејлоров полином за решење линеарне диферецијалне једначине:
{\displaystyle \sum _{n=0}^{\infty }{\frac {f^{(n)}(a)}{n!}}(x-a)^{n}}
може се видети да су коефицијенти полинома дати за  nти извод од f(x) доспели до тачке a. Диференцијална једначина даје линеарну диференцну једначину везану овим коефицјентима.
Ова једнакост се може користити за брзо решавање рекурзивног односа за коефицијенте у степеној серији решења линеарне диференцијалне једначине.
Правило палца (за једначине у којима је полиномско множење првог члана  не-нула) је дато као:
{\displaystyle y^{[k]}\to f[n+k]}
уопштеније
{\displaystyle x^{m}*y^{[k]}\to n(n-1)(n-m+1)f[n+k-m]}
Пример: Рекурзиван однос за коефицијенте Тејлоровог полинома једначине:
{\displaystyle (x^{2}+3x-4)y^{[3]}-(3x+1)y^{[2]}+2y=0}
је дат као
{\displaystyle n(n-1)f[n+1]+3nf[n+2]-4f[n+3]-3nf[n+1]-f[n+2]+2f[n]=0}
или
{\displaystyle -4f[n+3]+2nf[n+2]+n(n-4)f[n+1]+2f[n]=0.}
Овај пример показује како се проблеми који се најчешће решавају помоћу метода степене серије за нормалне диференцијалне једначине могу решити на много простији начин.
Пример: Диференцијална једначина
{\displaystyle ay''+by'+cy=0}
има решење
{\displaystyle y=e^{ax}.}
Замена диференцијалне једначине диференцном једначином Тејлорових коефицијената је
{\displaystyle af[n+2]+bf[n+1]+cf[n]=0.}
Лако се види да n-ти извод од eax за 0 достиже an

### Решавање не-хомогених рекурзивних релација
Ако је рекурзија нехомогена, својствено решење се може наћи помоћу методе неодређених коефицијената одакле је решење збир хомогеног и својственог решења. Још један метод за решавање нехомогених рекурзија је метода симболичке диференцијације. На пример, размотримо следћу рекурзију:
{\displaystyle a_{n+1}=a_{n}+1}
 Ово је нехомогена рекурзија. Ако заменимо n ↦ n+1, добијамо рекурзију
{\displaystyle a_{n+2}=a_{n+1}+1}
Заменом оригиналне рекурзије из ове једначине добијамо
{\displaystyle a_{n+2}-a_{n+1}=a_{n+1}-a_{n}}
чему је еквивалентно
{\displaystyle a_{n+2}=2a_{n+1}-a_{n}}
Ово је хомогена рекурзија, која се може решити помоћу претходно описаних метода. У општем смислу, ако линеарна екурзија има облик
{\displaystyle a_{n+k}=\lambda _{k-1}a_{n+k-1}+\lambda _{k-2}a_{n+k-2}+\cdots +\lambda _{1}a_{n+1}+\lambda _{0}a_{n}+p(n)}
где су {\displaystyle \lambda _{0},\lambda _{1},\dots ,\lambda _{k-1}} константни коефицијенти и p(n) је нехомогено, онда, ако је p(n) полином степена r, оваква нехомогена рекурзија може бити редукована на хомогену применом методе симболичког диференцирања r пута.
Ако је
{\displaystyle P(x)=\sum _{n=0}^{\infty }p_{n}x^{n}}
генеративна функција нехомогености, генеративна функција
{\displaystyle A(x)=\sum _{n=0}^{\infty }a(n)x^{n}}
нехомогене рекурзије
{\displaystyle a_{n}=\sum _{i=1}^{s}c_{i}a_{n-i}+p_{n},\quad n\geq n_{r},}
са константним коефицијентима ci је изведена из
{\displaystyle \left(1-\sum _{i=1}^{s}c_{i}x^{i}\right)A(x)=P(x)+\sum _{n=0}^{n_{r}-1}[a_{n}-p_{n}]x^{n}-\sum _{i=1}^{s}c_{i}x^{i}\sum _{n=0}^{n_{r}-i-1}a_{n}x^{n}.}
Ако је P(x) рационална генеративна функција, A(x) је такође. Случај који је већ дискутован, где је pn = K константа, представља пример овр формуле, где је P(x) = K/(1−x). Други пример, рекурзија {\displaystyle a_{n}=10a_{n-1}+n} са линеарном нехомогеношћу, се појављује у дефиницији шизофрених бројева. Решење хомогених рекурзија је представљено као p = P = 0.

### Решавање не-хомогених рекурзивних релација са променљивим коефицијентима
Штавише, за уопштене линеарне нехомогене рекурзивне релације првог-реда са променљивим коефицијентима важи:
{\displaystyle a_{n+1}=f_{n}a_{n}+g_{n},\qquad f_{n}\neq 0,}
ово се може решити помоћу метода:
{\displaystyle a_{n+1}-f_{n}a_{n}=g_{n}}
{\displaystyle {\frac {a_{n+1}}{\prod _{k=0}^{n}f_{k}}}-{\frac {f_{n}a_{n}}{\prod _{k=0}^{n}f_{k}}}={\frac {g_{n}}{\prod _{k=0}^{n}f_{k}}}}
{\displaystyle {\frac {a_{n+1}}{\prod _{k=0}^{n}f_{k}}}-{\frac {a_{n}}{\prod _{k=0}^{n-1}f_{k}}}={\frac {g_{n}}{\prod _{k=0}^{n}f_{k}}}}
Нека је
{\displaystyle A_{n}={\frac {a_{n}}{\prod _{k=0}^{n-1}f_{k}}},}
Онда
{\displaystyle A_{n+1}-A_{n}={\frac {g_{n}}{\prod _{k=0}^{n}f_{k}}}}
{\displaystyle \sum _{m=0}^{n-1}(A_{m+1}-A_{m})=A_{n}-A_{0}=\sum _{m=0}^{n-1}{\frac {g_{m}}{\prod _{k=0}^{m}f_{k}}}}
{\displaystyle {\frac {a_{n}}{\prod _{k=0}^{n-1}f_{k}}}=A_{0}+\sum _{m=0}^{n-1}{\frac {g_{m}}{\prod _{k=0}^{m}f_{k}}}}
{\displaystyle a_{n}=\left(\prod _{k=0}^{n-1}f_{k}\right)\left(A_{0}+\sum _{m=0}^{n-1}{\frac {g_{m}}{\prod _{k=0}^{m}f_{k}}}\right)}

### Уопштене линеарно хомогене рекурзивне релације
Многе линеарно хомогене рекурзивне релације могу бити покривене под уопштена хипергеометријска серија. Њени посебни случајеви воде ка рекурзивној релацији за ортогоналне полиноме, и за многе специјалне функције. На пример, решење за
{\displaystyle J_{n+1}={\frac {2n}{z}}J_{n}-J_{n-1}}
је дато као
{\displaystyle J_{n}=J_{n}(z),\,}
Беселова функција, док
{\displaystyle (b-n)M_{n-1}+(2n-b-z)M_{n}-nM_{n+1}=0\,}
је решено преко
{\displaystyle M_{n}=M(n,b;z)\,}
Кумерове функције.

### Решавање рационалне диференцне једначине првог-реда
Рационалне диференцне једначине првог реда имају облик {\displaystyle w_{t+1}={\tfrac {aw_{t}+b}{cw_{t}+d}}}. Таква једначина се може решити писањем {\displaystyle w_{t}} као нелинеарне трансформације друге променљиве {\displaystyle x_{t}} која расте линеарно. Онда се стандардне методе могу користити за решавање линеарне диференцне једначине за {\displaystyle x_{t}}.

## Стабилност

### Стабилност линеарних рекурзија вишег реда
Линеарна рекурзија реда d,
{\displaystyle a_{n}=c_{1}a_{n-1}+c_{2}a_{n-2}+\dots +c_{d}a_{n-d},\,}
има карактеристичну једначину
{\displaystyle \lambda ^{d}-c_{1}\lambda ^{d-1}-c_{2}\lambda ^{d-2}-\dots -c_{d}\lambda ^{0}=0.\,}
Рекурзија је стабилна, што значи да вредност итерације конвергира асимптотски ка фиксној вредности, ако и само ако су све јединствене вредности (тј.., корени карактеристичне једначине), реалне или комплексне, заједно мање од један по апсолутној вредности.

### Стабилност линеарних матричних рекурзија првог реда
У матричној диференцној једначини првог реда
{\displaystyle [x_{t}-x^{*}]=A[x_{t-1}-x^{*}]\,}
са сталним вектором x и трнзиционом матрицом A, x асимптотски тежи ка стабилном стању вектора x* ако и само ако су све јединствене вредности транзиционе матрице A (реалне или комплексне) имају апсолутну вредност која је мања од 1.

### Стабилност нелинеарних рекурзија првог реда
Размотримо нелинеарну рекурзију првог реда
{\displaystyle x_{n}=f(x_{n-1}).}
Ова рекурзија је локално стабилна, што значи да тежи ка фиксној тачки x* од тачака које су довољно близу x*, ако је пад по f у близини x* мањи од  један по апсолутној вредности: онда је,
{\displaystyle |f'(x^{*})|<1.\,}
Нелинеарна рекурзија може имати више фиксних тачака, и у том случају неке фиксне тачке могу бити локано стабилне а друге локално нестабилне; за стално f две суседне фиксне тачке не могу обе бити локално стабилне.
Нелинеарна рекурзивна релација може такође да има кружни период k за k > 1. Такав круг је стабилан, што значи да он привлачи низ почетних услова позитивних вредности, ако се сложена функција
{\displaystyle g(x):=f\circ f\circ \cdot \cdot \cdot \circ f(x)}
са f појављује k пута онда је она локално стабилна према истом кртитеријуму:
{\displaystyle |g'(x^{*})|<1,}
где је  x* било која тачка круга.
 У хаотичној рекурзивној релацији, променљива x остаје остаје у свом окружењу али никада не тежи кад фиксној тачки или привлачном кругу; било која фиксна тачка или круг једначине су нестабилни. Види још логистичку мапу, дуплирајућу мапу
, и шатор мапу.

## Веза са диференцијалним једначинама
Када се решава обична диференцијална једначина нумерички, она се најчешће своди на рекурзивну релацију. На пример, када се решава проблем почетних вредности
{\displaystyle y'(t)=f(t,y(t)),\ \ y(t_{0})=y_{0},}
преко Ојлеровог метода где је корак величине h, вредности се могу израчунати 
{\displaystyle y_{0}=y(t_{0}),\ \ y_{1}=y(t_{0}+h),\ \ y_{2}=y(t_{0}+2h),\ \dots }
преко рекурзије
{\displaystyle \,y_{n+1}=y_{n}+hf(t_{n},y_{n}).}
Системи линеарних диференцијалних једначина првог реда могу да се дискретизују аналитички коришћењем метода приказаних у чланку- дискретизација.

## Примена

### Биологија
Неке од врло познатих диференцних једначина имају своју примену у моделовању динамике становништва. На пример, Фибоначијев низ се некада користио као модел за израчунавање развића популације код зечева.
Логистичка мапа се користи и као директан модел за популациони раст, или као почетна тачка за многе друге моделе. У овом контексту, парне диференцне једначине се често користе као модел за приказивање односа две или више популација. На пример, Nicholson-Bailey модел за однос домаћин-паразит изгледа као
{\displaystyle N_{t+1}=\lambda N_{t}e^{-aP_{t}}\,}
{\displaystyle P_{t+1}=N_{t}(1-e^{-aP_{t}}),\,}
где је Nt број домаћина, и Pt паразита у времену t.
Интегродиференцне једначине су облик рекурзивних релација које су важне за просторну екологију. Ове као и друге диференцне једначине су као створене за моделовање униволитне популација.

### Рачунарска наука
Рекурзивне релације су такође од кључног значаја у анализи алгоритама. Ако је алгоритам дизајниран тако да проблем растави на више ситних проблема (подели па владај), његово време рада је описано помоћу рекурзивне релације.
Једноставан пример је време које је потребно алгоритму да пронађе елемент у поретку вектора од {\displaystyle n} елемената, у најгорем случају.
Наиван алгорита ће тражити слева надесно, један елемент по времену. Најгори могући сценарио је када је потребни елемент последњи, тако да је број поређења {\displaystyle n}.
Знатно бољи алгоритам се назива бинарна претрага . Међутим, он захтева сортитан вектор. Прво ће проверити да ли је елемент у средини вектора. Ако није, он ће проверити да ли је елемент у средини већи или мањи од траженог елемента. У почетном тренутку, половина вектора ћр бити одбачена, а алгоритам ће претраживати другу половину. Број компарација ће бити
{\displaystyle c_{1}=1}
{\displaystyle c_{n}=1+c_{n/2}}
што ће приближно бити {\displaystyle \log _{2}(n)}.

### Процесовање дигиталних сигнала
У процесирању дигиталних сигнала, рекурзивни односи могу направити спрегу у систему, где садашња излазна информација постаје будућа улазна. Они се такође користе и за бесконачни импулсни одзив (БИО) дигиталних филтера.
На пример, једначина за "спрегу унапред" БИО комб филтера  кашњења T је:
{\displaystyle y_{t}=(1-\alpha )x_{t}+\alpha y_{t-T}}
Где је {\displaystyle x_{t}} улазна информација за неко време t, {\displaystyle y_{t}} излазна, и α контролише колико касни неки сигнал. Одатле имамо
{\displaystyle y_{t}=(1-\alpha )x_{t}+\alpha ((1-\alpha )x_{t-T}+\alpha y_{t-2T})}
{\displaystyle y_{t}=(1-\alpha )x_{t}+(\alpha -\alpha ^{2})x_{t-T}+\alpha ^{2}y_{t-2T})}
итд.

### Економија
Рекурзивне релације, посебно линеарне, се користе и у теоретској и у емпиријској економији. Посебно, у макроекономији оне се могу користити као модели за велики број економских сектора (финансијски сектор, сектор за робу, тржиште рада, итд.) у којима посао неког агента зависи од застојних варијабли. Модел би се прво решио за тренутне вредности кључних променљивих (каматна стопа, реалан БДП, итд.) у смислу егзогених променљих и преосталих ендогених променљивих. Види још и анализу временских серија.